# 太田村 (富山県東礪波郡)
太田村（おおたむら）は、かつて富山県東礪波郡にあった村。現在の砺波市東部の庄川沿いにある太田地区にあたる。
村名は中心の大字太田村からとられた。

## 沿革
- 1889年（明治22年）4月1日 - 町村制の施行により、礪波郡太田村、祖泉村、久泉村、竹正村、天野新村、五郎丸新村及び三谷村の区域の一部の区域をもって、礪波郡太田村が発足する。
- 1896年（明治29年）3月29日 - 郡制の施行のため、礪波郡が分割して、東礪波郡が発足により、東礪波郡に所属となる。
- 1954年（昭和29年）1月15日 - 東礪波郡砺波町に編入する。

## 歴代村長
出典→
1. 入道忠兵衛（1889年6月12日 - 1897年6月6日）
2. 五十嵐間右衛門（1897年6月7日 - 1909年7月18日）
3. 入道忠兵衛（1909年7月29日 - 1921年7月20日）
4. 井上弥兵衛（1921年7月29日 - 1926年1月29日〔死亡により退職〕）
5. 安念次郎左衛門（1926年4月14日 - 1946年3月8日）
6. 入道忠昭（1946年3月25日 - 1947年4月10日）
7. 安念弥二郎（1947年4月11日 - 1951年4月4日〔公選初代〕）
8. 入道忠昭（1951年4月24日 - 1954年1月14日）